# Mourafa
La Mourafa (en ukrainien Мурафа) est un affluent de la rive gauche du Dniestr. Elle coule du Nord au Sud et d'Ouest en Est ; sa longueur est de 163 kilomètres et son bassin versant a une surface de 2 410 km2. La Mourafa prend sa source à côté du village de Zatoky dans le raïon de Bar. Elle se jette dans le Dniestr à proximité de Yampil. 